# David di Donatello 1980
La cerimonia di premiazione della 25ª edizione dei David di Donatello si è svolta il 26 luglio 1980 al teatro antico di Taormina.

## Vincitori
Miglior regista
- Gillo Pontecorvo - Ogro (ex aequo)
- Marco Bellocchio - Salto nel vuoto (ex aequo)

Miglior produttore
- Joseph Losey - Don Giovanni (ex aequo)
- Mario Cecchi Gori - Mani di velluto (ex aequo)

Migliore attrice protagonista
- Virna Lisi - La cicala

Migliore attore protagonista
- Adriano Celentano - Mani di velluto

Miglior regista straniero
- Francis Ford Coppola - Apocalypse Now (Apocalypse Now)

Migliore sceneggiatura straniera
- Jay Presson Allen - Dimmi quello che vuoi (Just Tell Me What You Want)

Migliore attrice straniera
- Isabelle Huppert - La merlettaia (La dentellière)

Migliore attore straniero
- Dustin Hoffman - Kramer contro Kramer (Kramer vs. Kramer) (ex aequo)
- Jack Lemmon - Sindrome cinese (The China Syndrom) (ex aequo)

Miglior film straniero
- Kramer contro Kramer (Kramer vs. Kramer), regia di Robert Benton

Migliore colonna musicale straniera
- Ralph Burns - Il boxeur e la ballerina (Movie Movie)

David Luchino Visconti
- Andrej Tarkovskij

David Europeo
- John Schlesinger - Yankees

David speciale
- Carlo Verdone, per il suo esordio in Un sacco bello
- Enrico Montesano, per le sue interpretazioni in Aragosta a colazione, Il ladrone e Qua la mano
- Hanna Schygulla, per la sua interpretazione in Il matrimonio di Maria Braun
- Justin Henry, per la sua interpretazione in Kramer contro Kramer
- Ray Stark (Produttore), alla carriera
- Suso Cecchi D'Amico (Sceneggiatrice), alla carriera